# Jos Schipper
Adrianus (Jos) Schipper (* Baarn, 10 de junio de 1951) fue un ciclista holandés, profesional entre 1974 y 1984, cuyo mayor éxito deportivo lo logró en la Vuelta a España, donde conseguiría 1 victoria de etapa en la edición de 1978. 

## Palmarés
| 1977 - 1 etapa de la Vuelta a Bélgica - 1 etapa de los Tres días de La Panne 1978 - 1 etapa de la Vuelta a España - A través de Flandes 1979 - Le Samyn - 1 etapa de los Tres Días de La Panne | 1980 - 2.º en el Campeonato de los Países Bajos en ruta 1981 - 1 etapa de la Vuelta a los Países Bajos - Vuelta a Andalucía y 1 etapa 1982 - Halle-Ingooigem |

### Resultados en el Tour de Francia
- 1980. 83.º de la clasificación general
- 1982. Abandona (17.ª etapa)

### Resultados en  la Vuelta a España
- 1977. Fuera de control
- 1978. 5.º de la clasificación general. Vencedor de una etapa
- 1981. 37.º de la clasificación general